# Ирхин, Александр Сергеевич
Алекса́ндр Серге́евич И́рхин (10 января 1954, Азов, Ростовская область — 18 мая 2019, Москва) — советский и российский футбольный тренер. Футболистом выступал за команды Ростовской области.

## Биография
Тренерскую карьеру начал в 1984 году в клубе 2-й лиги «Атоммаш».
В 1990 и 1991 годах работал главным тренером клуба АПК (Азов).
В 1992 году впервые возглавил клуб высшей лиги «Динамо» (Ставрополь). Помог клубу сохранить прописку в высшей лиге в 1992 году и был готов продолжать работу в 1993 году. Однако уже после первых 2-х туров чемпионата России 1993 написал заявление об уходе, не видя перспектив развития клуба.
Вскоре возглавил клуб 1-й лиги «Интеррос» (Москва), который ставил перед собой цель выйти в высшую лигу. При нём команда шла в тройке лидеров первенства, но в сентябре руководство клуба принимает решение отстранить Ирхина с поста.
В 1994 году был уволен из «Лады» (Тольятти) после пятого тура (команда набрала только 2 очка). С июня возглавлял команду третьей лиги «Спартак» (Щёлково), команда, заняв 3-е место в 3-й зоне, вышла во вторую лигу. В 1995 году являлся главным тренером тюменского «Динамо-Газовика» на протяжении 15 матчей с 8 апреля по 29 июля. В 1996 году отработал в Тюмени полный сезон, выведя команду в высшую лигу, но в следующем году был уволен после пятого тура.
В 1998 году, уволившись из «Спартака» (Луховицы), 1 июня принял дебютанта первого дивизиона казанский «Рубин», который занимал 18-е место. По окончании сезона, в котором команда заняла 7-е место, покинул клуб.
В начале 2000 года работал президентом «Кавказкабеля» В мае стал главным тренером «Уралана», 24 июня был уволен. 21 июля стал главным тренером «Металлурга» (Красноярск). По окончании сезона Ирхин собирался остаться в клубе, но в начале декабря возглавил «Кубань», после единственного проведённого сбора покинул краснодарский клуб в феврале 2001 года. Летом 2001 года вернулся в красноярскую команду, покинул клуб в начале следующего сезона, по ходу которого принял находившийся на предпоследнем 17-м месте смоленский «Кристалл», под руководством Ирхина команда завершила сезон на 10-м месте.
В 2003 году работал в Казахстане с клубом «Женис». В течение следующих двух сезонов тренировал воронежский «Факел», с которым в 2004 году вышел в первый дивизион, а затем опять возглавлял астанинскую команду, в том числе в квалификации Лиги чемпионов против грузинской «Олимпи» и норвежского «Русенборга». По ходу сезона 2008 года принял московский клуб второго дивизиона «Торпедо-РГ».
С 10 июля 2009 года руководил новороссийским «Черноморцем», 3 сентября подал в отставку, официальной причиной такого решения стали семейные обстоятельства.
Не оставаясь надолго в одном клубе, обрёл принадлежность к когорте так называемых тренеров-«спасателей» или «пожарных».
22 июня 2016 года возглавил ФК «Химки». В связи с истечением контракта покинул клуб.
7 сентября 2017 года вновь возглавил «Химки». 8 февраля 2018 клуб расторг контракт. В дальнейшем возглавлял любительский футбольный клуб РЭУ им. Плеханова
Скончался 18 мая 2019 года на 66-м году жизни. Похоронен на Западном Хованском кладбище.

## Достижения
- 1990 — с командой АПК занял 1-е место в южной зоне второй лиги и завоевал право играть в буферной зоне. В том же году выиграл с этой командой Кубок РСФСР.
- 1993 — 3-е место в зоне «Центр» первой лиги с командой «Интеррос» (возглавлял команду до сентября[уточнить]).
- 1994 — 3-е место в третьей зоне третьей лиги с командой «Спартак» Щёлково (выход во вторую лигу) (возглавлял команду с июня)
- 1996 — 1-е место с командой «Динамо-Газовик» Тюмень в первой лиге, выход в высший дивизион.
- 2004 — 1-е место в зоне «Центр» второго дивизиона с командой «Факел» (выход в первый дивизион)
- 2007 — участие с командой «Астана» в двух квалификационных раундах Лиги чемпионов.